# Thomas Gregor
Thomas Gregor (* 25. Dezember 1956 in Berlin) ist ein deutscher Botaniker. Sein botanisches Autorenkürzel lautet „T.Gregor“.

## Werdegang
Gregor besuchte von 1962 bis 1966 die Dritte Grundschule in Berlin-Steglitz, anschließend von 1966 bis 1975 das evangelische Gymnasium zum Grauen Kloster in Berlin-Wilmersdorf. Von 1975 bis 1980 studierte er Biologie an der Freien Universität Berlin. Das Thema der Diplomarbeit war „Die Pflanzen der abgeholzten Flächen und die Wirbeltiere im Hauptmoor des Naturschutzgebietes Teufelsbruch (Berlin-Spandau)“. Von 1983 bis 1985 machte Gregor eine landwirtschaftliche Lehre im Vogelsbergkreis/Hessen. 1992 promovierte er an der Technischen Universität Berlin mit der Dissertation „Flora und Vegetation des Schlitzerlandes“. Er habilitierte sich 2005 im Fachgebiet Ökologie an der Hochschule Vechta. Er hielt zwischen 1993 und 1998 Vorlesungen über „Natur- und Landschaftsschutz“ an der Justus-Liebig-Universität Gießen im Lehrauftrag. Von 2000 bis 2008 hielt er als Hochschulassistent an der Hochschule Vechta Vorlesungen. Derzeit ist Gregor als wissenschaftlicher Mitarbeiter des Senckenberg Forschungsinstitut und Naturmuseum Frankfurt beschäftigt und wohnt in Schlitz.
Gregor war von 1991 bis 1995 ehrenamtlicher Richter am Verwaltungsgericht Gießen und ist seit 1992 Schriftleiter der Zeitschrift „Botanik und Naturschutz in Hessen“. Bis 2017 und erneut ab 2021 war er Vorsitzender der Gesellschaft zur Erforschung der Flora Deutschlands. Thomas Gregor war wiederholt zu Beringungsaufenthalten an verschiedenen Vogelberingungsstationen und 1986 Volontär an der Charles-Darwin-Station (Galápagos/Ecuador).

## Neu beschriebene Pflanzenarten
Thomas Gregor beschrieb aus dem südlichen Oberrheingebiet Potentilla alsatica sowie die in Baden-Württemberg, Bayern, Hessen, Rheinland-Pfalz und Thüringen sowie im Elsass vorkommende Valeriana pratensis subsp. franconica.